# Château-Couvert
Le Château Couvert est un château français situé sur la commune de Jaunay-Marigny, dans le département de la Vienne (86). Il a été inscrit à l'inventaire des Monuments Historiques en 1984.

## Histoire
La terre de Jaulnay tombe dans les mains des Fumée vers 1471 avec le mariage de Pierre Fumée de la Perrière et Hilaire Herbert de la Couture, noble dame héritière du château. C'est le début pour la famille Fumée de trois siècles de règne. L’appellation "Chastaucouvert" apparaît pour la première fois en 1520, accolée au nom de François Fumée, maire de Poitiers, constructeur avec Pierre Fumée, son père, de l'Hôtel Fumé encore visible aujourd'hui dans la capitale poitevine.
À la mort de François Fumée (1532), le fief des Chapeaux — l'autre nom donné au fief de Château-Couvert dépendant de l'Abbaye royale de Fontevraud — revient à son fils cadet François II qui le transmet ensuite à François III mentionné dans la liste des maires de Poitiers (1597) comme "trésorier général de France à Poitiers".
Château Couvert restera ainsi pendant plus de trois siècles dans la même famille jusqu'au décès d'Élisabeth Fumée (1775), veuve du marquis François de Foudras de Courcenay.
Le château passera ensuite dans la famille de Tudert, puis dans la famille Vassé, avant d'être transformé en gentilhommière au XIXe siècle.

## Architecture
Château Couvert est un château original édifié sous François Ier. Il a été bâti entièrement en tuffeau dans les années 1520-1540, avec un grand corps de logis rectangulaire flanqué de deux grosses tours rondes côté jardin, plus deux pavillons carrés côté cour. L'ensemble, imposant, partiellement entouré de fossés, mesure 40 m de long et s'élève à plus de 30 m. Les cuisines sont bâties au sous-sol du château. Elles sont voutées en plein cintre, en moellons du pays assemblés avec de la terre et de la chaux sur un coffrage de planche. La hauteur sous voûte est de 6 m et les cheminées sont prises à moitié dans l’épaisseur des murs. La dimension surprenante de la cuisine s’explique par le grand nombre de personnes qui travaillaient autrefois au château.
Son originalité réside dans le fait qu'il allie un fort caractère militaire créneaux, mâchicoulis, canonnières…) et un décor résolument moderne, réalisé dans le plus pur style Renaissance.
Le tout était entouré d’un parc, à la fois agricole et paysager, protégé par une muraille.
Le logis cantonné de ses deux tours circulaires a perdu ses ailes en retour d'équerre côté cour dans la seconde moitié du XIXe siècle. Il a gardé ses caves voûtées en plein cintre.

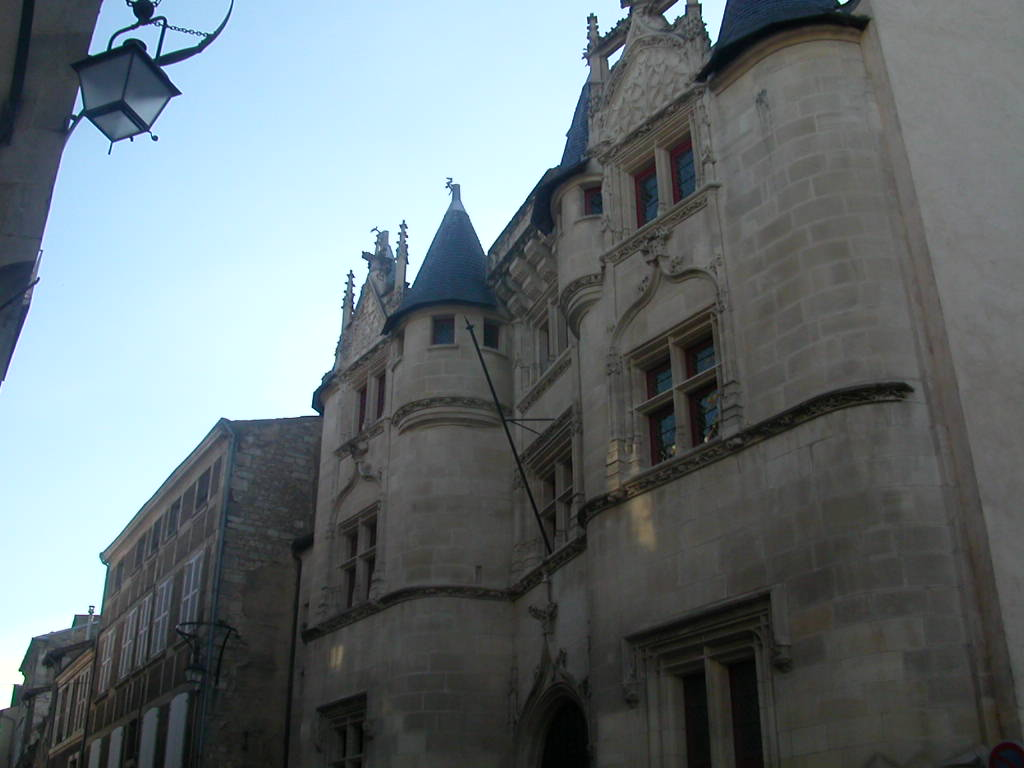
L'Hôtel Fumé à Poitiers